# うらが海の駅
うらが海の駅は、神奈川県横須賀市にある海の駅。登録は2005年（平成17年）3月26日。

## 概要
- 所在地 - 神奈川県横須賀市東浦賀2-22-2
- 公式サイト - サニーサイドマリーナ　ウラガ

## 桟橋

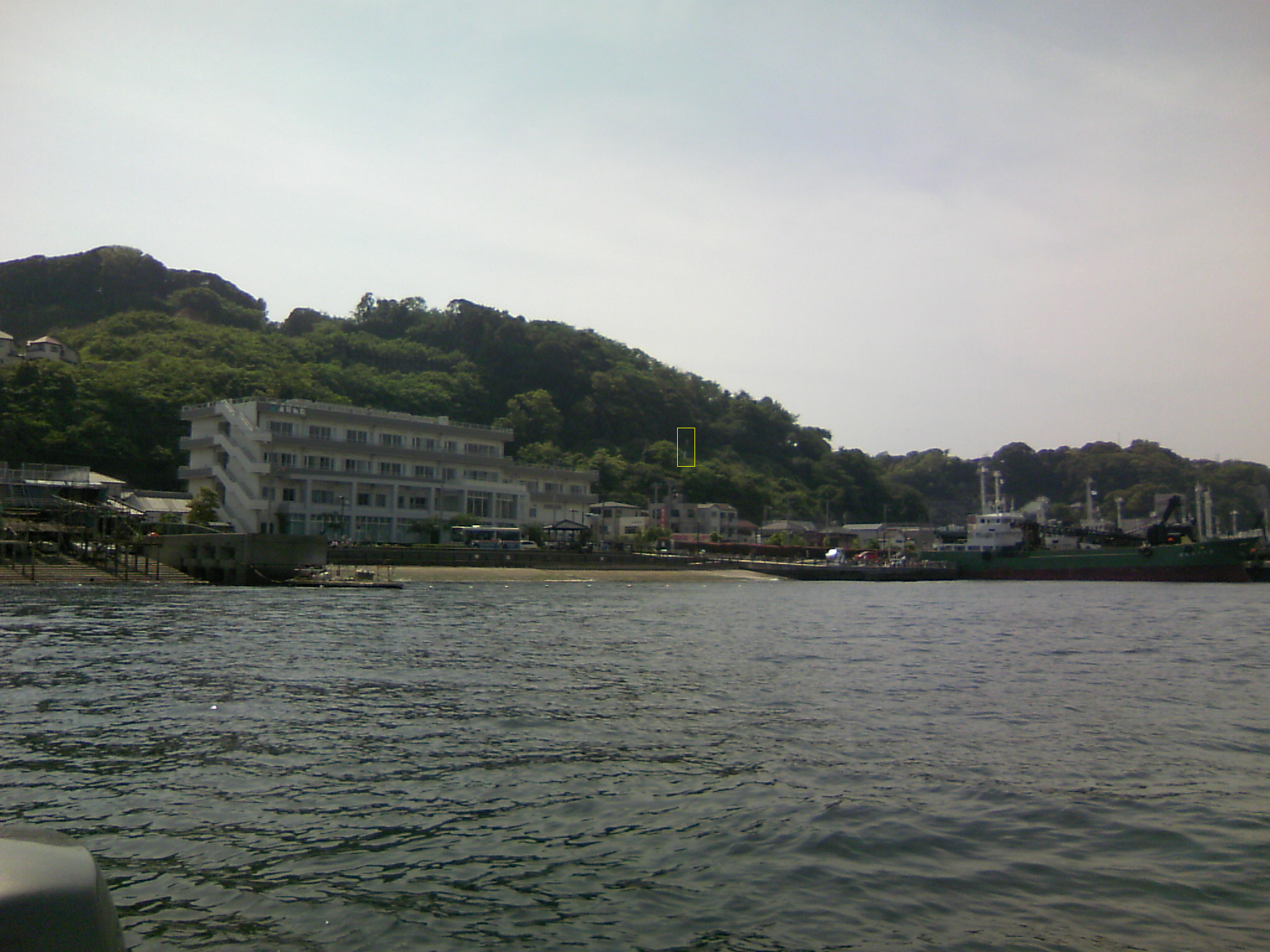
浦賀愛宕山導灯:拡大すると中央に見える黄色い枠の中

- 浦賀港では2導灯に向かって針路291.5度で進む[2]。

### 浦賀愛宕山導灯
- 上記2導灯の正式名は浦賀愛宕山導灯[3]。
- 目印としては小さいので右の画像を参照